# K·p 섭동 이론

응집물질물리학에서 k·p 섭동 이론(k·p perturbation theory)은 띠구조를 다루는 섭동 이론의 하나다.

## 전개
위치 에너지 {\displaystyle \ V({\vec {r}})} 속에 있는 전자의 해밀토니언은 다음과 같다.
{\displaystyle H_{0}=\mathbf {p} ^{2}/2m+V(\mathbf {r} )+{\frac {1}{4m^{2}c^{2}}}({\boldsymbol {\sigma }}\times \nabla V)\cdot \mathbf {p} }.
전자 파동 함수 {\displaystyle \psi (\mathbf {r} )}는 슈뢰딩거 방정식
{\displaystyle H_{0}\psi (\mathbf {r} )=E\psi (\mathbf {r} )}
을 만족한다.
위치 에너지 {\displaystyle \ V({\vec {r}})}은 브라베 격자의 주기성을 지닌다. 따라서 파동 함수를 블로흐 파
{\displaystyle \psi (\mathbf {r} )=\sum _{\mathbf {k} }\exp(i\mathbf {k} \cdot \mathbf {r} )u_{\mathbf {k} }(\mathbf {r} )}
로 나타내자. 여기서 {\displaystyle u_{\mathbf {k} }}는 브라베 격자의 주기성을 지닌다. 그렇다면 슈뢰딩거 방정식을 다음과 같이 쓸 수 있다.
{\displaystyle H_{\mathbf {k} }u_{\mathbf {k} }(\mathbf {r} )=E_{\mathbf {k} }u_{\mathbf {k} }(\mathbf {r} )}.
여기서
{\displaystyle H_{\mathbf {k} }=H_{0}+H'_{\mathbf {k} }=H_{0}+\hbar \mathbf {k} \cdot \mathbf {p} /m+\hbar ^{2}\mathbf {k} ^{2}/2m+{\frac {1}{4m^{2}c^{2}}}({\boldsymbol {\sigma }}\times \nabla V)\cdot \mathbf {k} }
이다. 이제 {\displaystyle H_{0}}을 제외한 항들 {\displaystyle H'_{\mathbf {k} }}를 원래 해밀토니언 {\displaystyle H_{0}}에 대한 섭동항으로 간주하여 섭동 이론을 전개할 수 있다. 이 섭동 이론을 k·p 섭동 이론이라고 한다.

### 기본적인 경우
가장 기본적인 경우로, 스핀-궤도 결합 {\displaystyle ({\boldsymbol {\sigma }}\times \nabla V)\cdot \mathbf {p} }를 무시한 경우를 생각히 보자. 만약 결정 구조가 원점 대칭을 가진다면, parity에 의해 {\displaystyle \langle n0|{\vec {p}}|0n\rangle =0} 이 성립한다. 즉, 에너지 1차 섭동은 0이다. 에너지 2차 섭동은 다음과 같다.
{\displaystyle \varepsilon _{n}({\vec {k}})=\varepsilon _{n}(0)+{{\vec {k}}^{2} \over 2m}+{1 \over m^{2}}\sum _{\delta \neq n}{\langle n0|p_{\mu }k_{\mu }|0\delta \rangle \langle \delta 0|p_{\nu }k_{\nu }|0n\rangle  \over \varepsilon _{n0}-\varepsilon _{\delta 0}}}
이 때, 고유함수를 1차항까지 전개하면,
{\displaystyle |{\vec {k}}n\rangle =exp(i{\vec {k}}\cdot {\vec {r}})(|0n\rangle +{1 \over m}\sum _{\delta \neq n}{\langle \delta 0|{\vec {k}}\cdot {\vec {p}}|0n\rangle  \over \varepsilon _{n0}-\varepsilon _{\delta 0}})}.
유효 질량의 정의는 다음과 같다.
{\displaystyle ({1 \over m^{*}})_{\mu \nu }={\partial  \over \partial {k_{\mu }}}{\partial  \over \partial {k_{\nu }}}\varepsilon _{n}({\vec {k}})}
이 정의를 이용해 {\displaystyle \varepsilon _{n}({\vec {k}})}를 이차항까지 아래와 같은 꼴로 적어 준다.
{\displaystyle \varepsilon _{n}({\vec {k}})=\varepsilon _{n}(0)+{1 \over 2m}({m \over m^{*}})_{\mu \nu }k_{\mu }k_{\nu }}
이 식과 앞에서 구한, 섭동에 따른 전개식을 사용하면, 다음과 같은 결과에 도달하게 된다.
{\displaystyle ({m \over m^{*}})_{\mu \nu }=\delta _{\mu \nu }+{2 \over m}\sum _{\delta \neq n}{\langle n0|p_{\mu }|0\delta \rangle \langle \delta 0|p_{\nu }|0n\rangle  \over \varepsilon _{n0}-\varepsilon _{\delta 0}}}
우변의 분모가 매우 작은 경우, 유효 질량 {\displaystyle m^{*}}이 실제 질량 {\displaystyle m}보다 매우 작게 된다. 예를 들어, 반도체 CdxHg1−xTe ({\displaystyle x=0.136})의 경우, 전도띠의 바닥 상태에서는 유효 질량이 {\displaystyle m^{*}/m\leq 4*10^{-4}}으로 매우 작다.

### 스핀-궤도 결합
스핀-궤도 결합 효과를 고려하는 경우에는 보통 다음과 같은 역학적 운동량(mechanical momentum) {\displaystyle {\boldsymbol {\pi }}}를 정의한다.
{\displaystyle {\boldsymbol {\pi }}=\mathbf {p} +{\frac {1}{mc^{2}}}{\boldsymbol {\sigma }}\times \nabla V(\mathbf {r} )}.
그렇다면 섭동 해밀토니언 {\displaystyle H'_{\mathbf {k} }}는 다음과 같다.
{\displaystyle H'_{\mathbf {k} }=\hbar \mathbf {k} \cdot {\boldsymbol {\pi }}/m+\hbar ^{2}\mathbf {k} ^{2}/2m.}
즉, 스핀-궤도 결합을 고려하려면 모든 공식에서 바른틀 운동량 {\displaystyle \mathbf {p} }를 역학적 운동량 {\displaystyle {\boldsymbol {\pi }}}로 치환하기만 하면 된다.

### 겹침이 있는 경우의 k·p 섭동 이론
겹침이 있는 경우 k·p 섭동 이론은 더 복잡해진다. 기본적인 방법은 겹침이 없는 경우와 같으나, 기저를 새롭게 잡아서 해밀토니언의 섭동항의 대각 성분만 살려주도록 해야 한다. 경우에 따라 그 방법이 다양하다.

## 같이 보기
- 띠구조
- 준자유 전자 모형
- 띠틈
- 유효 질량
- 상태 밀도
- 블로흐 정리